# Pelecopsis steppensis
Pelecopsis steppensis is een spinnensoort in de taxonomische indeling van de hangmatspinnen (Linyphiidae).
Het dier behoort tot het geslacht Pelecopsis. De wetenschappelijke naam van de soort werd voor het eerst geldig gepubliceerd in 2008 door Gnelitsa.